# Dasybasis lauta
Dasybasis lauta är en tvåvingeart som först beskrevs av James Stewart Hine 1920.  Dasybasis lauta ingår i släktet Dasybasis och familjen bromsar. Inga underarter finns listade i Catalogue of Life.